# Metaleptobasis knopfi
Metaleptobasis knopfi là loài chuồn chuồn trong họ Coenagrionidae. Loài này được Tennessen mô tả khoa học đầu tiên năm 2012.